# Gyopár (keresztnév)
A  Gyopár magyar névalkotás a gyopár (növénynemzetség neve) szóból.

## Rokon nevek
- Gyopárka:[1] a Gyopár név kicsinyítőképzős változata.[2]

## Gyakorisága
Az 1990-es években a Gyopár és a Gyopárka szórványos név, a 2000-es években nem szerepelnek a 100 leggyakoribb női név között.

## Névnapok
Gyopár, Gyopárka:
- március 1.
- december 6.